# Drosophila flavohirta
Drosophila flavohirta este o specie de muște din genul Drosophila, familia Drosophilidae, descrisă de Malloch în anul 1924. Conform Catalogue of Life specia Drosophila flavohirta nu are subspecii cunoscute.